# Angiogeneza
Angiogeneza je fiziološki proces rasti novih krvnih žil iz že obstoječih žil s tvorbo odrastkov in oddelitev. Proces je odgovoren za nastanek večine, če ne vsega ožilja med razvojem vretenčarskega telesa, le čisto prve žile v zarodku nastanejo povsem na novo s procesom vaskulogeneze iz prekurzorskih mezodermalnih celic. Je tudi ključen korak pri celjenju ran; po poškodbi drobne kapilare vzbrstijo v okoliškem nepoškodovanem tkivu in prodrejo v krvni strdek, kjer v nekaj dneh vzpostavijo omrežje žil.
Po drugi strani je angiogeneza pomembna tudi pri patoloških procesih, kot je rast tumorjev. Pri zdravljenju raka zato v določenih primerih uporabljamo zaviralce angiogeneze, ki so razred protitumorskih učinkovin.